# Aplastodiscus
Aplastodiscus is een geslacht van kikkers uit de familie boomkikkers. De groep werd wetenschappelijk beschreven door Adolpho Lutz in Bertha Lutz in 1950.
Er zijn veertien soorten die voorkomen in delen van Zuid-Amerika en leven in de landen Brazilië en Argentinië.

## Soorten
Geslacht Aplastodiscus
- Soort Aplastodiscus albofrenatus
- Soort Aplastodiscus albosignatus
- Soort Aplastodiscus arildae
- Soort Aplastodiscus cavicola
- Soort Aplastodiscus cochranae
- Soort Aplastodiscus ehrhardti
- Soort Aplastodiscus eugenioi
- Soort Aplastodiscus flumineus
- Soort Aplastodiscus ibirapitanga
- Soort Aplastodiscus leucopygius
- Soort Aplastodiscus musicus
- Soort Aplastodiscus perviridis
- Soort Aplastodiscus sibilatus
- Soort Aplastodiscus weygoldti

Aplastodiscus · 
Bokermannohyla · 
Colomascirtus · 
Hyloscirtus · 
Hypsiboas · 
Myersiohyla